# Fulminat de potassi
El fulminat de potassi és la sal de potassi de l'ió fulminat. El seu únic ús, a part de les demostracions químiques, és en els pistons de percussió d'alguns rifles primitius. Normalment es prepara fent reaccionar una amalgama de potassi amb fulminat de mercuri, és molt menys sensible a causa de l'enllaç iònic entre el potassi i el carboni, a diferència de l'enllaç covalent més feble entre el mercuri i el carboni.

## Altres fulminats
- Àcid fulmínic
- Fulminat de mercuri
- Mercuri (II) fulminat
- Fulminat de plata
- Cianat de potassi